# Serenity (musikalbum)
Serenity är ett musikalbum (dubbel-cd) från 1999 av Bobo Stenson Trio.

## Låtlista
1. T. (Anders Jormin) – 6'46
2. West Print (Bobo Stenson) – 2'24
3. North Print (Anders Jormin) – 2'05
4. East Print (Jon Christensen) – 2'42
5. South Print (Bobo Stenson) – 2'33
6. Polska of Despair (II) (Lorens Brolin) – 4'41
7. Golden Rain (Bobo Stenson) – 5'17
8. Swee Pea (Wayne Shorter) – 6'56
9. Simple & Sweet (Anders Jormin) – 8'17
10. Der Pflaumenbaum (Hanns Eisler) – 4'32
11. El Mayor (Silvio Rodríguez) – 5'29
12. Fader V (Father World) (Bobo Stenson) – 7'24
13. More Cymbals (Manfred Eicher/Bobo Stenson/Anders Jormin) – 4'18
14. Extra Low (Bobo Stenson/Manfred Eicher/Anders Jormin) – 0'41
15. Die Nachtigall (Theodor Storm/Alban Berg) – 4'52
16. Rimbaud Gedicht (Hanns Eisler/Arthur Rimbaud) – 3'15
17. Polska of Despair (I) (Lorens Brolin) – 6'56
18. Serenity (Charles Ives) – 5'20
19. Tonus (Bobo Stenson) – 6'14

## Medverkande
- Bobo Stenson – piano
- Anders Jormin – bas
- Jon Christensen – trummor

### Fotnoter
1. ↑  ”Svensk mediedatabas”. http://smdb.kb.se/catalog/id/001543924. Läst 23 oktober 2011.